# Bahrenborstel
Bahrenborstel község Németországban, Alsó-Szászországban, a Diepholzi járásban. Lakosainak száma 1088 fő (2023. december 31.).